# المدرسة الباسطية (القدس)
المدرسة الباسطية هي إحدى المدارس التاريخية الواقعة داخل المسجد الأقصى المبارك في مدينة القدس، وتُعد من أبرز معالمه التعليمية، حيث تقع في الرواق الشمالي بين باب حطة وباب العتم. يعود تأسيسها إلى العهد المملوكي، وتحديداً في أوائل القرن التاسع الهجري، وتمثل شاهدًا على ازدهار الحركة العلمية والدينية في المدينة خلال تلك الفترة.

## التاريخ والتأسيس
بدأ تشييد المدرسة الباسطية على يد شيخ الإسلام شمس الدين محمد الهروي، ناظر الحرمين الشريفين في الدولة المملوكية، إلا أنه توفي قبل أن يكمل مشروع البناء. قام بإتمام البناء القاضي زين الدين عبد الباسط بن خليل الدمشقي، أحد كبار رجال الدولة في عهد السلطان المؤيد شيخ، وذلك سنة 835 هـ / 1431 م.
أسهم عبد الباسط في تأمين موارد مالية للمدرسة من خلال وقف قرية صور باهر المقدسية عليها، لتكون مصدر تمويل دائم لنشاطها العلمي والديني.

## الموقع والعمارة
تقع المدرسة في القسم الثاني من الرواق الشمالي داخل المسجد الأقصى، تحديدًا بين بابي حطة وباب العتم، وتجاورها المدرسة الدويدارية من الشرق.
تتكون المدرسة من ثلاث حجرات وساحة مكشوفة، وقد بُنيت بالحجر المزخرف على الطراز الإسلامي المملوكي، وتُظهر تفاصيل معمارية دقيقة مثل الأقواس والزخارف النباتية.

## الوظيفة التعليمية
خصصت المدرسة لتدريس الحديث النبوي، والمذهب الشافعي، وعلوم القرآن الكريم، وكانت تركز على رعاية وتعليم الأيتام خصوصًا من أبناء الصوفية.
لعبت المدرسة دورًا مهمًا في تخريج العلماء والفقهاء، واحتلت مكانة بارزة ضمن المدارس الأقصوية، ما جعلها واحدة من أهم المؤسسات التعليمية في القدس خلال العصر المملوكي.

## الوضع الحالي
تحولت المدرسة اليوم إلى مقر لما يُعرف بـالمدرسة البكرية التي تُعنى بتعليم الطلاب ذوي الإعاقة، وهي مدرسة تقع خارج حدود المسجد الأقصى لكنها تستخدم مبنى الباسطية.
كما أن جزءًا من مبنى المدرسة تستخدمه عائلة مقدسية تُعرف بـ"آل جار الله" للسكن، وهو ما يعكس تواصل استخدام المبنى في أغراض اجتماعية وإنسانية.

## الأهمية والملحوظية
تكتسب المدرسة الباسطية أهميتها من كونها أحد المعالم التعليمية والتاريخية البارزة داخل المسجد الأقصى، فهي تمثل نموذجًا على الاهتمام الإسلامي بالتعليم الديني والرعاية الاجتماعية في القدس. كما أن تأسيسها ووقفها يعكسان آليات التمويل الوقفي التي سادت في الحقبة المملوكية لدعم التعليم.
ساهمت المدرسة في الحفاظ على النشاط العلمي في المسجد الأقصى، لا سيما في الفترات التي شهدت تراجعًا للوظيفة التعليمية في غيرها من المؤسسات، وهو ما يمنحها موقعًا بارزًا في تاريخ المدينة التعليمي.